# 김수남 (1955년)
김수남(金洙南; 본관 울산(경순왕 36대손 부제학파)은 미국무부의 공공외교 전문도서관격인 주한미국대사관 아메리칸센터(American Center Korea)에서 관장으로서 미국의 정보와 사회문화를 소개하는 공공외교 업무를 30년 이상 수행하였다. 미대사관에 근무하면서 학문에 뜻이 있어 영어영문학을 공부하여 박사학위를 취득하고 1995년부터 경기대학교와 숙명여자대학교에서 시간강사 및 겸임교수를 하였으며, 대사관 퇴직후 숙명여자대학교 문헌정보학과 초빙교수를 역임하였다.  청소년 및 대학생 대상 공공외교와 디지털리터러시를 접목한 프로그램 전문가로서 다양한 공공외교 프로그램을 기획하고 실행하였다. 21세기 대한민국 국가 비전의 성패가 창의력 있는 국민 개개인의 능력에 달려있으며, 독서를 통해서 미래창조적 능력개발에 성큼 닥아갈 수 있다고 자주 설파하였다.  융합과 초연결의 시대에 문제해결능력을 진정으로 갖춘 창의적 고등 지적 인재를 산출하는데 교육의 진정한 토대(foundation)가 마련되어야 한다고 생각하여 도서관 관련 저술과 함께 <멀고도 가까운 수학, 상·하권> 도 출판하였다.

## 생애
담양에서 태어났으며 담양여중과 광주여자고등학교를 전체 수석으로 졸업하였다. 선생님이 되고 싶어 전남대학교 사범대학 국사교육과에 진학하였으나 교사생활 몇년 후 유학을 떠나는 남편과 함께 미국으로 가서 대학원에 진학하였으나 자녀 교육과 남편의 귀국 결정으로 인하여 학업을 마치지 못하고 대학원은 한국에 돌아와서 마치게 되었다.  귀국후 곧바로 주한미국대사관에 취직하여 일생동안 공보과 공공외교 실무 일선에서 한미 양국의 우호관계 증진과 교육 프로그램에 헌신하였다.  워킹맘으로 대사관 다니면서 영어영문학 석박사 학위를 취득하고 경기대와 숙명여대에서 영문학과 공공외교실무 강의도 하면서 미국대사관 공보과에서 정년퇴임까지 봉직하였다. 퇴임 후 숙명여자대학교 초빙교수로 문헌정보학과에서 강의를 하였다. 현재는 사회 봉사와 저술 활동을 하고 있다.

## 학력
- 박사 (1992.8 -1997.2)     경기대학교 영어영문학과
- 석사 (1989.3 -1991.2)     경북대학교 영어영문학과
- 학사 (1974.3 -1978.2)     전남대학교 국사교육학과(전공); 영어교육학(부전공)

## 경력

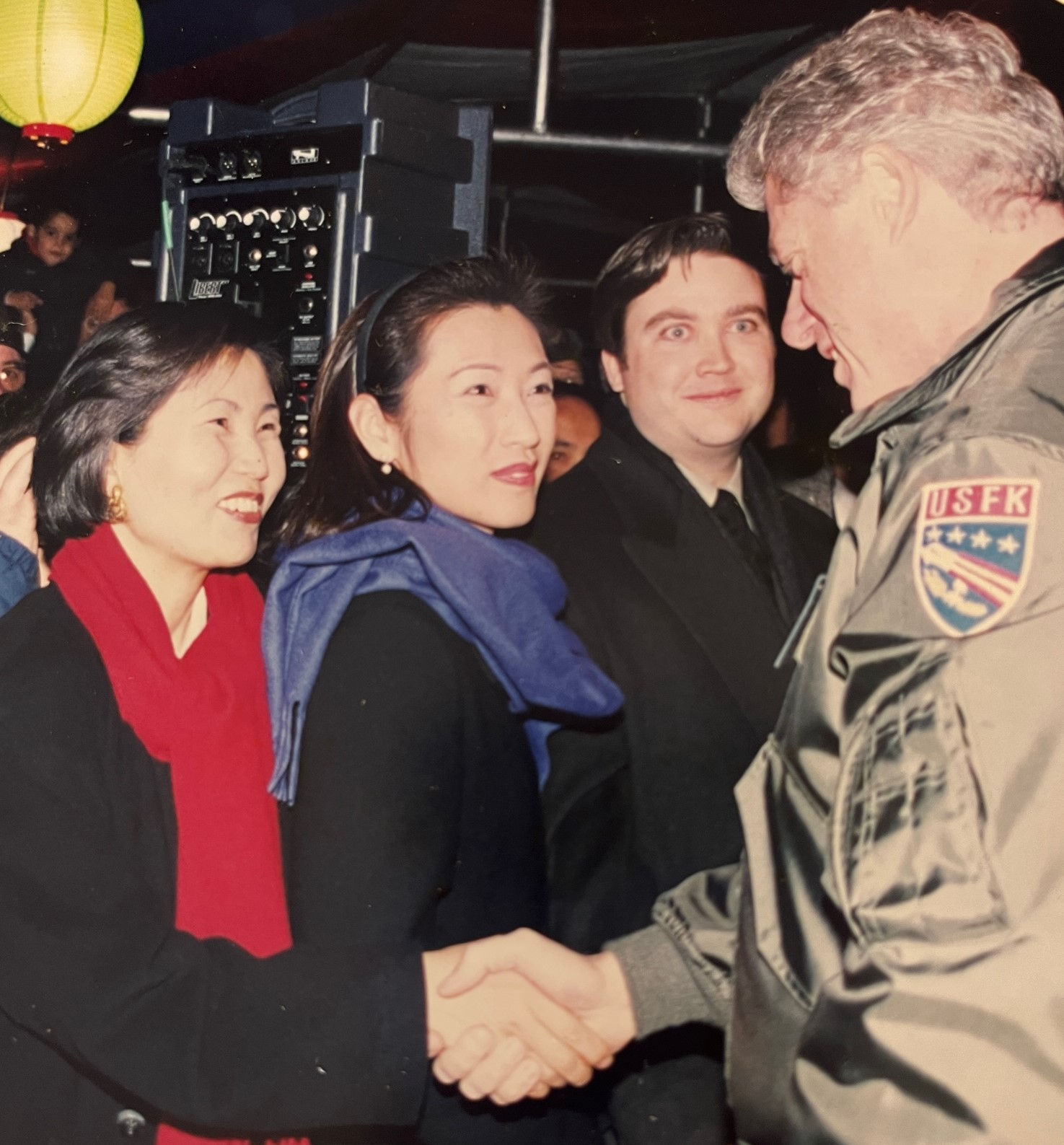
42대 미대통령 빌 클린턴(Bill Clinton)방한시 대사관 Meet&Greet(1998.11.20)

- 2020.9–2021.8  숙명여자대학교 문헌정보학교 초빙교수
- 1988.12–2019.9  미국대사관 공보과 아메리칸센터 관장(1997-2019); 책임위원(1992-1997)
- 2005.9–2015.8  숙명여자대학교 국제관계대학원(GSIS) 겸임교수 및 시간강사
- 1995.3–2001.8  경기대학교 인문대학 영어영문학과 시간강사
- 1978.3-1982.8  중·고등학교 역사 및 영어과 교사

## 주요논문
- 미국 공공도서관에서의 최신 디자인 동향(Modern Design Trends in U.S. Public Libraries), 디지털라이브러리 저널, 2015년 봄호, pp.98-101
- 미국에서의 E-book 트렌드(E-Book trends in the United States), 디지털라이브러리 저널, 2011년 가을호, pp.143-149
- 23 Things: Internet 2.0 Tools, 디지털라이브러리 저널, 2011년 봄호, pp.137-141
- 디지털시대의 도서관의 역할 연구(Study in Key Functions of Libraries in the Digital Age), 디지털라이브러리 저널, 2009년 겨울호, pp. 45-52
- 국제도서관회의 탐방기: 미국 ALA 2009 해부, 국회도서관보, 2009.11, pp.42-49
- 사례보고: Multi Functioning 전문도서관을 엿보다, 한국도서관협회 도서관문화, v.46 no.9, 2005, pp.22-25
- (박사학위논문)  Eugene  O´Neill의  作品에 나타난 神話的要素(Mythic elements in the major plays of Eugene O´Neill), 경기대대학원저널, 1997.2, 137p
- Eugene O'Neill의 작가정신과 Hairy Apes에 나타난 표현주의적 기법연구(Study on Eugene O'Neill's Expressionism Technique on Hairy Apes), 경기대대학원저널, 1995, pp.93-112
- Julius Caesar에 나타난  政治意識에  관한 硏究(Political Perspectives on Shakespeare's Julius Caesar), 경기대대학원저널, 1993, pp. 79-92
- Camus에 대한 고찰(A Study on Milton's Camus), 한국밀턴연구, 1993, pp. 15-31

## 주요 논문발표
- 해외메이커스페이스 사례 발표 (Best Practices of Overseas Makerspaces), 2020 국립중앙도서관 메이커스페이스와 도서관서비스과정, 2020.9.22
- 2016 미국도서관연수: 미국도서관의 변화와 혁신, 한국도서관협회 전국도서관대회, 대구, 2016.10,27
- 도서관 인턴의 효과적인 운영, 한국도서관협회 전국도서관대회, 인천 송도, 2015.10.22
- 세계도서관의 건축: 미국 도서관의 최신 디자인 동향(Modern Design Trends in American Public Libraries), 특별초청강연, 서울도서관, 2014.12.9
- 미국에서의 E-book 트렌드, 기조강연, 미국대사관 도서관리더쉽컨퍼런스, 서울, 2011.9
- ALA 2009 and Influence Up!, 기조강연, 미국대사관 도서관리더쉽컨퍼런스, 서울, 2009.9
- Resources on American Studies from the U.S. Embassy, 초청강연, 미국학 40주년 국제컨퍼런스, 서울, 2005.10.29
- 디지털시대의 도서관서비스, 한국도서관협회 전국도서관대회, 창원, 2009.10
- The Virtual USA: American Studies Resource on the Internet, 초청강연, 2001년 아메리칸학회 목요강좌, 서울, 2001.5
- 유진오닐 극의 신화적 해석(Mythological Interpretation of Eugene O'Neill's Plays), 발표, 현대영미드라마학회 봄학술대회, 고려대학교, 1997.4
- Mythological Elements in Eugene O'Neill's Work, 발표, 한국영어영문학회 가을학술대회, 공군사관학교, 1996.10.26

## 저서
- 멀고도 가까운 수학 시리즈, 김수남·조용승 공저, Kyowoo교우사, 2021 출판

```
 - I. 수학, 너는 누구니?, 225 pages
[
1
]

 - II. 수학, 우리 같이 놀자!, 253 pages
[
2
]
```

## 수상

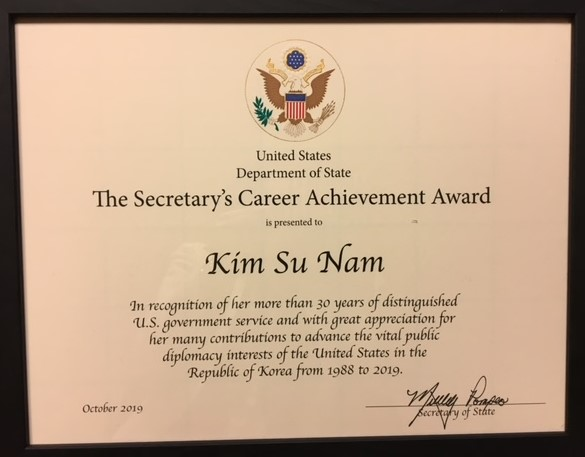
미국무부 장관상

- 2019 미국 국무부 장관 마이크 폼페이오(Mike Pompeo) 국무장관 경력공로상(Secretary's Career Achievement Award) 수상, 2019.10
- 미국대사관 2분기 우수직원상(FSN of the Quarter, 2nd Q. of 2010), 2010.7.28
- 미국대사관 공로명예상(Meritorious Honor Award), 2009.12.16
- 미국대사관 공로성과급수여상(Meritorious Step Increase), 2006.6.20
- 미국대사관 공로명예상(Meritorious Honor Award), 2001.12.7

외 다수의 수상을 하였다.

## 가족관계
1980년 1월 조용승과 결혼하여 자녀는 두 아들을 두었다. 장남과 차남 둘 다 미국으로 유학하여 치의학박사(Doctors of Dental Surgery) 학위 후 치과 개업의로 미국 Los Angeles와 Dallas지역에서 각각 활동하고 있다.